# Nelson G. Kraschel
Nelson George Kraschel, född 27 oktober 1889 i Macon County, Illinois, död 15 mars 1957 i Harlan, Iowa, var en amerikansk demokratisk politiker. Han var Iowas viceguvernör 1933–1937 och guvernör 1937–1939.
Kraschel var verksam som jordbrukare och boskapshandlare i Iowa. År 1932 nominerade demokraterna i Iowa honom till partiets viceguvernörskandidat och han vann valet. År 1933 efterträdde Kraschel sedan Arch W. McFarlane som viceguvernör. Fyra år senare efterträdde han Clyde L. Herring som guvernör och efterträddes 1939 i det ämbetet av George A. Wilson. Metodisten Kraschel avled år 1957 i en ålder av 67 år.